# Belltall
Belltall és un poble del municipi de Passanant i Belltall, a la comarca de la Conca de Barberà.
El poble se situa a la serra de Forès a mig camí entre les comarques de la Conca de Barberà i l'Urgell, al sud-oest del terme municipal. La carretera C-14 és la seva principal via de comunicació.

## Geografia
El clima, en general, és mediterrani. Les temperatures acostumen a ser baixes durant l'hivern i temperades a l'estiu. La manca d'accidents orogràfics provoca que el vent hi toqui, especialment el serè i el llevant, sense deixar la marinada i la tramuntana. Les precipitacions són escasses.
Els cultius de secà són predominants, especialment el conreu de cereals i concretament de l'ordi, i esdevenen una de les activitats econòmiques principals. També en destaca la producció d'all, més petit que alguns alls d'altres zones i pla per la part de sota, que és força valorat arreu del territori. La vegetació natural i els boscos, juntament amb les terres ermes, ocupen aproximadament un 15% de l'extensió de l'antic terme.

## Història
Belltall és esmentat el 1030 amb el nom de Trullol de Comalats en les afrontacions del castell de Montclar. El 1079 Hug Dalmau de Cervera concedeix Belltall de ple dret a Mir Oromir, que al mateix temps rep en feu el castell del Tallat. A la segona meitat del segle xii Belltall és una possessió de Ramon de Cervera, tot i que el seu germà Ponç en té alguns drets, ja que, el 1231, els seus successors Eliarda de Torroja i el seu fill Simó de Palau venen perpètuament a Guillem de la Guàrdia Lada, fill de Ramon de Cervera, tot el domini, el dret i les accions que tenen en els castells i Belltall, ara tingut des de la segona meitat del segle xii per Guillem d'Aguilar i Pere Arnau.
El 19 de novembre de 1227 Serè de Montpalau, descendent de Pere Arnau, concedeix un privilegi de franquesa als habitants de Belltall pel qual els exonera dels mals usos d'eixorquia, intestia i cugucia, de la prestació del terç en les transmissions de propietats rústiques i urbanes i de la servitud d'espatlles de bous, vaques, vedells i cérvols. A més, concedeix garanties per als vianants, i els seus diners i béns, que estiguin de pas a Belltall.
El 1297 passa a mans de l'Orde dels Hospitalers juntament amb els drets dels castlans. A principis del segle xiv, el prior de Catalunya ven a violari els drets del castell i Belltall Guillem Gener i el seu fill Jaume, que també compren a Pere el Cerimoniós el mer i mixt imperi del lloc, i es titulen senyors de Belltall, fet que els enfronta o l'orde.
El 1385 la cort del veguer de Montblanc ven per execució els drets dels Gener al secretari del futur rei Martí l'Humà Pere de Benviure, qui no triga a vendre-ho a l'Orde dels Hospitalers de nou, que adquireixen així la possessió completa de la senyoria de Belltall i l'adscriuen a la comanda de l'Espluga de Francolí, juntament amb Glorieta, Cabestany i la Guàrdia Lada.